# DJ Double S
DJ Double S, noto anche come Mais Appeal, pseudonimo di Rino Costante (Torino, 14 febbraio 1978), è un disc jockey italiano.

## Biografia
Costante fa la sua prima apparizione sulla scena nazionale all'età di 17 anni, al primo "Hip hop Village" del 1995 a Torino. Dopo aver militato per diversi anni nella nota formazione della scena torinese The Next Level Crew, iniziano le sue apparizioni al fianco di vari artisti della scena hip hop nazionale, quali Neffa, Otierre, La Pina, Chief & Soci, La Famiglia.
Il suo personale approccio ai giradischi va dal “semplice” DJ da Club, quindi buon selezionatore e miscelatore musicale, all'evoluzione più tecnica del manipolatore di dischi che diventa un vero e proprio musicista: un turntablist. Negli anni a seguire, i principali locali hip hop dello stivale fanno da palcoscenico per le sue serate; nelle Jam di alto livello e a sostegno di molti gruppi rap, durante i loro concerti, DJ Double S si impone sulla scena italiana.
Per alcuni anni milita nella formazione di Turntablism più quotata in Italia fondata da DJ Skizo e DJ Gruff: Alien Army. Durante questo periodo, Double S acquisisce un ricco bagaglio di esperienze nello spettacolo e nell'intrattenimento, ne sono testimonianza le numerose apparizioni in quasi tutti i dischi fino ad oggi usciti nel panorama hip hop nazionale nonché i numerosi mixtape (nastri e cd mixati) da lui prodotti, miscelati, registrati e poi pubblicati. Alcuni di questi diventano dei veri e propri classici come Lo capisci l'italiano?!, che supera le 1 000 copie vendute, numeri che di fatto incentivano Double S a produrre successivamente anche il volume 2 e 3.
Negli ultimi anni ha riscoperto la passione per la figura “classica” del DJ da Club specializzato in black music tra cui la musica reggae e la dancehall, ma senza abbandonare però il suo ruolo come selezionatore di strumentali per le battle di freestyle. DJ Double S esprime uno stile e una selezione dal carattere moderno e diretto, tecnico ma mai pesante. Tenendo sempre in considerazione le origini musicali del genere stesso, propone nella sua personale selezione classici della “Old School” o dei primi anni '90, infiammando spesso le migliori serate e mantenendo sempre alta la temperatura nei dance floors.
È il DJ ufficiale del Tecniche Perfette (battle di freestyle per eccellenza in Italia creata da Mastafive), è attualmente a supporto nei live di Ensi e dei OneMic al completo, oltre che a supportare Fabri Fibra nei live. Ha infine fondato insieme a Mr. Phil il collettivo di DJ's Once Were Warriorz che vede anche la presenza degli amici e colleghi DJ Shocca e Bassi Maestro.
Ha collaborato con Fabri Fibra nel Controcultura Tour 2010-2011 iniziato a Milano il 6 dicembre 2010 e, sotto etichetta Tempi Duri sempre di Fibra, ha pubblicato il mixtape volume 4 della serie Lo capisci l'italiano con collaborazioni di: Ensi, Entics, Fabri Fibra, Kiave e Maury B.
Dal gennaio 2012 collabora con il rapper Marracash in diverse puntate di MTV Spit, alternandosi nella scelta delle basi per le battle con DJ Tayone.
Il 23 giugno esce il nuovo mixtape di DJ Double S Al centro della scena, con le strofe inedite di artisti e gruppi di prim'ordine come Fabri Fibra, Kiave, Rapstar, Rocco Hunt, Ensi, Amir, Raige, Primo Brown e molti altri. Il giorno stesso dell'uscita, dalla mezzanotte, è possibile scaricare il mixtape sul sito della Tempi Duri Records in free download.
Dal 2010 insieme a Zuli ed Ensi è impegnato nel progetto "Gran Torino". Il trio però, non ha dato alla luce nessun album.
Nel 2014 ha preso parte al documentario Numero zero - Alle origini del rap italiano.

## Discografia
- 1995: Word Iz Bond
- 1995: Lyrical Tape
- 1995: Put It On
- 1996: 3 The Magic Number
- 1996: 3 The Magic Number Vol.2
- 1996: The Science of the Blend (feat. DJ Rudy B)
- 1996: S.H.U. Strictly Hardcore Underground
- 1996: Alien Army: Il contatto
- 1997: Double Connection (feat. Mixmen)
- 1997: 1, 2 Pass It
- 1997: 1, 2 Pass It Vol.2
- 1997: 1, 2 Pass It Vol.3
- 1997: Le Metà di una Carta (feat. DJ Zak)
- 1997: Lo Capisci L'Italiano Vol.1
- 1997: La Connessione (feat. Mixmen)
- 1997: 1, 2 Pass It Vol.4
- 1998: DJ Double S & Robba Coatta
- 1998: Corn Tapes
- 1999: DJ Double S & DJ Baro: 6 Piedi Sotto
- 1999: Lo Capisci L'Italiano Vol.2

- 2000: Lo Capisci L'Italiano Vol.3
- 2000: Kollage
- 2000: Oltre 6 Piedi Sotto (feat. DJ Rudy B)
- 2001: Word 2 The Mutha (feat. Bus Deez)
- 2002: The Great Adventure of DJ Double S
- 2003: Ancora 6 Piedi Sotto (feat. DJ Tsura)
- 2003: Party Jointz
- 2004: Party Jointz Vol.2
- 2004: DJ Double S From Another World
- 2004: DJ Double S From Another World Vol.2
- 2005: Hot Shit (feat. DJ Tsura & DJ Daf)
- 2007: Suite Muzik (hosted by Ensi)
- 2007: VP Records - Summer Sampler (CD allegato a Groove Magazine)
- 2008: OWW Vol. 1 (feat. DJ Shocca, Mr. Phil & Bassi Maestro)
- 2011: DJ Double S &  Ensi: Torino Seleção
- 2011: Lo capisci l'italiano?! Rap Controcultura
- 2012: Al centro della scena Mixtape
- 2014: Al centro della scena Mixtape Vol.2